# 2013 dans les chemins de fer
chronologie des chemins de fer
2012 dans les chemins de fer - 2013 - 2014 dans les chemins de fer

## Événements

### Mars
- 23 mars, France : prolongement de la ligne 4 du métro de Paris de Porte d'Orléans à Mairie de Montrouge.

### Juillet
- 6 juillet, Canada : déraillement d'un convoi de 72 wagons-citernes contenant du pétrole brut dans le centre-ville de Lac-Mégantic, une municipalité de la région de l'Estrie, au Québec, a provoqué des explosions et un incendie qui ont détruit une trentaine d'édifices dans une zone de 2 km2. Au 10 juillet le bilan  de l'accident ferroviaire de Lac-Mégantic est d'environ 50 morts[1].
- 12 juillet, France : accident ferroviaire de Brétigny-sur-Orge à la gare de Brétigny, dont le bilan est de 7 morts et plusieurs dizaines de blessés[2].
- 24 juillet, Espagne : l'accident ferroviaire de Saint-Jacques-de-Compostelle fait 79 morts et 140 blessés.
- 29 juillet, Suisse : accident ferroviaire de Granges-près-Marnand. Deux trains entrent en collision ; le bilan est de 1 mort, le conducteur d'un des deux trains.

### Octobre
- 30 octobre, France : remise en service de la ligne de Grenoble à Montmélian en version électrifiée et avec double voie.

### Novembre
- 3 novembre, France : automatisation complète de la ligne 1 du métro de Paris, ligne la plus fréquentée du réseau[3].

### Décembre
- 1er décembre, France : prolongement de la ligne B du métro de Lyon, à la station Gare d'Oullins.

## Transports en commun dans le monde

### Nouvelles lignes et nouveaux réseaux inaugurés en 2013
De nouveaux réseaux de transport en commun sont entrés en service en 2013  :
- Métro
  - Zhengzhou (Chine) : Ligne 1 Xiliuhu - Zhengzhou Sports Center (25,4 km)
  - Harbin (Chine) : Ligne 1 Hadongzhan - Hananzhan (17,5 km)
  - Brescia (Italie) : Ligne Prealpino - Sant'Eufemia Buffalora (13 km)

- Tramway
  - Bursa (Turquie) : Ligne T1 Circular line (6,5 km)
  - Tours (France) : Ligne Vaucanson – Lycée Jean Monnet (14,8 km)
  - Shenyang (Chine) : Lignes 1, 2 & 5 (54,8 km)
  - Constantine (Algérie) : Ligne T1 Ben Abdelmalek - Zouaghi (7,8 km)
  - Oran (Algérie) : Ligne T1 Senia Université - Sidi Maarouf (18 km)

Dans les réseaux de transport en commun existants les nouvelles lignes suivantes ont été inaugurées  en 2013 : 
- Métro[4]  : 
  - Dalian (Chine) : Ligne 8 Hekou - Lüshunxingang  (40,4 km)
  - Shanghai (Chine) : Ligne 12 Tiantonglu - Jinhailu (17,5 km)
  - Shanghai (Chine) : Ligne 16 Luoshanlu - Dishuihu (52 km)
  - Wuhan (Chine) : Ligne 4 Wuhan Railway Station - Wuchang Railway Station (17,2 km)
  - Suzhou (Chine) : Ligne 2 Suzhou North Railway Station - Baodaiqiao South (26,6 km)
  - Guangzhou (Chine) : Ligne 6 Xunfenggang - Changban (24,5 km)
  - Kunming (Chine) : Ligne 1 Xiaodong Cun - University City South (22,1 km)
  - Pékin (Chine) : Ligne 14 Xiju - Zhangguozhuang (12,4 km)
  - Xi'an (Chine) : Ligne 1 Houweizhai - Fangzhicheng (25,4 km)
  - Singapour (Singapour) : Ligne Downtown  Chinatown - Bugis (4,4 km)
  - Delhi (Inde) : Ligne Rapid Metro Gurgaon Sikandarpur - Cyber City (5,1 km)
  - Istanbul (Turquie) : Ligne M3 Kirazli - MetroKent / Olympiyat Parki (15,9 km)
  - Saint-Domingue (Saint-Domingue) : Ligne 2 María Montez - Eduardo Brito (10,3 km)
  - Milan (Italie) : Ligne 5 Zara - Bignami (4 km)

- Tramway[4]  :
  - Salt Lake City (Etats-Unis) : Ligne S  Central Pointe - Fairmont (15,1 km)
  - Paris (France) : Ligne T7 Villejuif Louis Aragon - Athis-Mons Porte de l'Essonne (11,2 km)

|                | Métro            | Métro            | Tramway          | Tramway          |
| -------------- | ---------------- | ---------------- | ---------------- | ---------------- |
|                | Nouveaux réseaux | Nouvelles lignes | Nouveaux réseaux | Nouvelles lignes |
| Afrique        |                  |                  | 2                | 2                |
| Algérie        |                  |                  | 2                | 2                |
| Amérique       |                  | 1                |                  | 1                |
| États-Unis     |                  |                  |                  | 1                |
| Saint-Domingue |                  | 1                |                  |                  |
| Asie           | 2                | 13               | 1                | 1                |
| Chine          | 2                | 11               | 1                | 1                |
| Inde           |                  | 1                |                  |                  |
| Singapour      |                  | 1                |                  |                  |
| Europe         | 1                | 3                | 2                | 3                |
| France         |                  |                  | 1                | 2                |
| Italie         | 1                | 2                |                  |                  |
| Turquie        |                  | 1                | 1                | 1                |
| Total général  | 3                | 17               | 5                | 7                |

### Nombre de kilomètres de voie ajoutés en 2013
| Pays           | Métro | Tramway | Total |
| -------------- | ----- | ------- | ----- |
| Afrique        |       | 25,8    | 25,8  |
| Algérie        |       | 25,8    | 25,8  |
| Amérique       | 14,7  | 57,9    | 72,6  |
| Argentine      | 4,4   |         | 4,4   |
| États-Unis     |       | 57,9    | 57,9  |
| Saint-Domingue | 10,3  |         | 10,3  |
| Asie           | 422,1 | 54,8    | 476,9 |
| Chine          | 372,1 | 54,8    | 426,9 |
| Corée du Sud   | 24,2  |         | 24,2  |
| Formose        | 9,3   |         | 9,3   |
| Inde           | 7,3   |         | 7,3   |
| Singapour      | 4,4   |         | 4,4   |
| Thaïlande      | 4,8   |         | 4,8   |
| Europe         | 74    | 113,9   | 187,9 |
| Allemagne      | 6     | 9,2     | 15,2  |
| Autriche       | 3     | 4,6     | 7,6   |
| Belgique       |       | 7,2     | 7,2   |
| Espagne        |       | 13,8    | 13,8  |
| France         | 3,3   | 42,5    | 45,8  |
| Grèce          | 7,7   |         | 7,7   |
| Italie         | 19    |         | 19    |
| Norvège        | 0     | 3,4     | 3,4   |
| Royaume-Uni    |       | 21,1    | 21,1  |
| Russie         | 9,6   |         | 9,6   |
| Suède          |       | 5,6     | 5,6   |
| Turquie        | 23,9  | 6,5     | 30,4  |
| Ukraine        | 1,5   |         | 1,5   |
| Total général  | 510,8 | 252,4   | 763,2 |